# Georges Barsky
Pour les articles homonymes, voir Barsky.
Georges Barsky est un directeur de la photographie français.

## Filmographie
Courts métrages
- 1956 : Le Téléphone, de Maurice Régamey
- 1956 : L'Art d'être papa, de Maurice Régamey
- 1960 : Fugue, de Philippe Condroyer
- 1962 : De notre temps de Frédéric Rossif
- 1962 : La France à grand spectacle de Serge Roullet
- 1963 : Une lettre, de Philippe Condroyer
- 1963 : Pour l'Espagne de Frédéric Rossif
- 1964 : Sciences Po de Frédéric Rossif
- 1966 : La liberté de blâmer de Frédéric Rossif
- 1975 : Simon dans l'autobus de Michel Vianey

Longs métrages
- 1963 : Mourir à Madrid, de Frédéric Rossif
- 1964 : Trafics dans l'ombre, d'Antoine d'Ormesson
- 1965 : Le Faux Pas, d'Antoine d'Ormesson
- 1965 : Les Pieds dans le plâtre, de Jacques Fabbri et Pierre Lary
- 1965 : Le Dix-septième ciel, de Serge Korber
- 1965 : Les Animaux, de Frédéric Rossif
- 1967 : Révolution d'octobre de Frédéric Rossif
- 1967 : La Loi du survivant, de José Giovanni
- 1968 : Faut pas prendre les enfants du bon Dieu pour des canards sauvages, de Michel Audiard
- 1969 : Une veuve en or de Michel Audiard
- 1969 : Madly de Roger Kahane
- 1970 : Piège, de Jacques Baratier
- 1970 : La Provocation d'André Charpak
- 1970 : Le Portrait de Marianne, de Daniel Goldenberg
- 1971 : Aussi loin que l'amour, de Frédéric Rossif
- 1972 : Chamsin, de Veit Relin
- 1972 : Quelque part quelqu'un, de Yannick Bellon
- 1973 : J'irai comme un cheval fou, de Fernando Arrabal
- 1974 : La Femme de Jean, de Yannick Bellon
- 1975 : La Chaise vide de Pierre Jallaud
- 1975 : Dreyfus ou l'Intolérable Vérité, de Jean Chérasse
- 1975 : Il pleut sur Santiago, de Helvio Soto
- 1976 : Jamais plus toujours, de Yannick Bellon
- 1976 : Un type comme moi ne devrait jamais mourir de Michel Vianey
- 1977 : Drôles de zèbres de Guy Lux
- 1978 : L'Amour violé, de Yannick Bellon
- 1979 : Démons de midi de Christian Paureilhe
- 1980 : Cherchez l'erreur... de Serge Korber
- 1981 : Le Grand Paysage d'Alexis Droeven de Jean-Jacques Andrien
- 1983 : La Fiancée qui venait du froid de Charles Nemes
- 1983 : Surprise Party de Roger Vadim
- 1983 : T'es heureuse ? Moi, toujours... de Jean Marbœuf
- 1984 : Les Baliseurs du désert de Nacer Khémir
- 1989 : Jour après jour d'Alain Attal
- 1990 : Halfaouine, l'enfant des terrasses de Férid Boughedir
- 1991 : Le Collier perdu de la colombe de Nacer Khémir
- 1992 : Vieille canaille de Gérard Jourd'hui
- 1993 : Chasse gardée  de Jean-Claude Biette